# Владимир Арденски
Владимир Арденски е български журналист и писател, автор на книгите „Капки от корена“, „Загаснали огнища“, „Свои, а не чужди“, „Бежещим през годините“ (съавторство и съставителство). Всички са посветени на принадлежността на българите мохамедани към българския народ, на същността им на българи. От 1953 до 1959 г. учи журналистика в Софийския университет. Между 1961 и 1965 г. работи като репортер на БНР. Той е съосновател на списание „Родопи“ и негов заместник главен редактор от 1966 до 1980 г. Професионалната си кариера завършва като специален кореспондент на списание „Отечество“ от 1980 до 1989 г.